# Selección de hockey sobre hielo de Checoslovaquia
La selección de hockey sobre hielo de Checoslovaquia era el equipo de hockey sobre hielo de Checoslovaquia, y compitió desde 1920 hasta 1992. El sucesor de la selección de hockey sobre hielo de Bohemia, que era una potencia europea antes de la Primera Guerra Mundial, la selección checoslovaca apareció por primera vez en los Juegos Olímpicos de 1920, dos años después de la creación del estado. En la década de 1940, se consolidó como el mejor equipo de Europa, convirtiéndose en el primer equipo del continente en ganar dos Campeonatos del Mundo (1947 y 1949). Después de la llegada de la Unión Soviética a la escena internacional del hockey en la década de 1950, los checoslovacos lucharon regularmente Suecia y Canadá por medallas de plata y bronce, y en ocasiones vencieron a los soviéticos. En total, ganaron la medalla de oro en seis ocasiones.
Debido a la división del país de Checoslovaquia en la República Checa y Eslovaquia, el equipo fue reemplazado en 1993 con las selecciones nacional checa y eslovaca . La Federación Internacional de Hockey sobre Hielo (IIHF) reconoció al equipo nacional checo como sucesor del equipo nacional de Checoslovaquia y lo mantuvo en el grupo superior, mientras que el equipo nacional eslovaco ingresó en el nivel más bajo, Grupo C, ganando el ascenso en años sucesivos para unirse la división de élite en 1996.

## Eventos notables
bril de 1920, Amberes:  Canadá 15-0  Checoslovaquia
- Último partido: 19 de diciembre de 1992, Moscú:  Checoslovaquia 7-2  Suiza
- Mayor victoria:
  - 3 de febrero de 1939, Basilea:  Checoslovaquia 24-0  Yugoslavia
  - 21 de febrero de 1947, Praga:  Checoslovaquia 24-0  Bélgica
  - 25 de abril de 1951, Berlín Oriental:  Checoslovaquia 27-3  Alemania Democrática
  - 4 de marzo de 1957, Moscú:  Checoslovaquia 25-1  Japón
- Mayor derrota: 28 de enero de 1924, Chamonix:  Canadá 30-0  Checoslovaquia
- Accidente de avión el 8 de noviembre de 1948. Seis jugadores que se dirigían a una gira de exhibición en el Reino Unido murieron en el accidente de un vuelo chárter de París a Londres.[1][2]

## Jugadores notables
- Mike Buckna
- Ladislav Troják
- Ján Starší
- Jaroslav Drobný
- Vladimír Dzurilla
- Jozef Golonka
- Dominik Hašek
- Ivan Hlinka
- Jiří Holeček
- Jan Hrdina
- František Kaberle Sr.
- Karel Koželuh
- Igor Liba
- Vincent Lukáč
- Oldřich Machač
- Josef Maleček
- Vladimír Martinec
- Václav Nedomanský
- Milán Nový
- Dušan Pašek
- Jan Peka
- František Pospíšil
- Jaroslav Pouzar
- Dárius Rusnák
- Vladimír Růžička
- Marián Šťastný
- Peter Šťastný
- Jan Suchý
- František Tikal

## Participaciones
| Año  | PJ                                                                                               | G                                                                                                | AY                                                                                               | E                                                                                                | OL                                                                                               | P                                                                                                | GF                                                                                               | GC                                                                                               | Entrenador                                                                                       | Capitán                                                                                          | Resultado                                                                                        | Pos.                                                                                             |
| ---- | ------------------------------------------------------------------------------------------------ | ------------------------------------------------------------------------------------------------ | ------------------------------------------------------------------------------------------------ | ------------------------------------------------------------------------------------------------ | ------------------------------------------------------------------------------------------------ | ------------------------------------------------------------------------------------------------ | ------------------------------------------------------------------------------------------------ | ------------------------------------------------------------------------------------------------ | ------------------------------------------------------------------------------------------------ | ------------------------------------------------------------------------------------------------ | ------------------------------------------------------------------------------------------------ | ------------------------------------------------------------------------------------------------ |
| 1920 | 3                                                                                                | 1                                                                                                | 0                                                                                                | 0                                                                                                | 0                                                                                                | 2                                                                                                | 1                                                                                                | 31                                                                                               | ?                                                                                                | Josef Šroubek                                                                                    | Ronda final                                                                                      |                                                                                                  |
| 1924 | 3                                                                                                | 1                                                                                                | 0                                                                                                | 0                                                                                                | 0                                                                                                | 2                                                                                                | 14                                                                                               | 41                                                                                               | ?                                                                                                | Josef Šroubek                                                                                    | Primera ronda                                                                                    | 6°                                                                                               |
| 1928 | 2                                                                                                | 1                                                                                                | 0                                                                                                | 0                                                                                                | 0                                                                                                | 1                                                                                                | 3                                                                                                | 5                                                                                                | ?                                                                                                | Josef Šroubek                                                                                    | Primera ronda                                                                                    | 7°                                                                                               |
| 1932 | No participó                                                                                     | No participó                                                                                     | No participó                                                                                     | No participó                                                                                     | No participó                                                                                     | No participó                                                                                     | No participó                                                                                     | No participó                                                                                     | No participó                                                                                     | No participó                                                                                     | No participó                                                                                     | No participó                                                                                     |
| 1936 | 9                                                                                                | 5                                                                                                | 0                                                                                                | 0                                                                                                | 0                                                                                                | 4                                                                                                | 16                                                                                               | 18                                                                                               | ?                                                                                                | Josef Maleček                                                                                    | Ronda final                                                                                      | 4°                                                                                               |
| 1948 | 8                                                                                                | 7                                                                                                | 0                                                                                                | 1                                                                                                | 0                                                                                                | 0                                                                                                | 80                                                                                               | 18                                                                                               | Mike Buckna                                                                                      | Vladimír Zábrodský                                                                               | Round-robin                                                                                      |                                                                                                  |
| 1952 | 8                                                                                                | 6                                                                                                | 0                                                                                                | 0                                                                                                | 0                                                                                                | 2                                                                                                | 47                                                                                               | 18                                                                                               | Jiří Tožička, Josef Herman                                                                       | Karel Gut                                                                                        | Round-robin                                                                                      | 4°                                                                                               |
| 1956 | 7                                                                                                | 3                                                                                                | 0                                                                                                | 0                                                                                                | 0                                                                                                | 4                                                                                                | 32                                                                                               | 36                                                                                               | Vladimír Bouzek                                                                                  | Karel Gut                                                                                        | Ronda final                                                                                      | 5°                                                                                               |
| 1960 | 7                                                                                                | 3                                                                                                | 0                                                                                                | 0                                                                                                | 0                                                                                                | 4                                                                                                | 44                                                                                               | 31                                                                                               | Eduard Farda, Ladislav Horský                                                                    | Karel Gut                                                                                        | Ronda de medallas                                                                                | 4°                                                                                               |
| 1964 | 7                                                                                                | 5                                                                                                | 0                                                                                                | 0                                                                                                | 0                                                                                                | 2                                                                                                | 38                                                                                               | 19                                                                                               | Jiří Anton, Vladimír Kostka                                                                      | Vlastimil Bubník                                                                                 | Ronda final                                                                                      |                                                                                                  |
| 1968 | 7                                                                                                | 5                                                                                                | 0                                                                                                | 1                                                                                                | 0                                                                                                | 1                                                                                                | 33                                                                                               | 17                                                                                               | Jaroslav Pitner, Vladimír Kostka                                                                 | Jozef Golonka                                                                                    | Ronda final                                                                                      |                                                                                                  |
| 1972 | 5                                                                                                | 3                                                                                                | 0                                                                                                | 0                                                                                                | 0                                                                                                | 2                                                                                                | 26                                                                                               | 13                                                                                               | Jaroslav Pitner, Vladimír Kostka                                                                 | Josef Černý                                                                                      | Ronda final                                                                                      |                                                                                                  |
| 1976 | 5                                                                                                | 3                                                                                                | 0                                                                                                | 0                                                                                                | 0                                                                                                | 2                                                                                                | 17                                                                                               | 10                                                                                               | Karel Gut, Jrší                                                                                  | František Pospíšil                                                                               | Ronda final                                                                                      |                                                                                                  |
| 1980 | 6                                                                                                | 4                                                                                                | 0                                                                                                | 0                                                                                                | 0                                                                                                | 2                                                                                                | 40                                                                                               | 17                                                                                               | Karel Gut, Luděk Bukač, Stanislav Neveselý                                                       | Bohuslav Ebermann                                                                                | Ronda de consolación                                                                             | 5°                                                                                               |
| 1984 | 7                                                                                                | 6                                                                                                | 0                                                                                                | 0                                                                                                | 0                                                                                                | 1                                                                                                | 40                                                                                               | 9                                                                                                | Luděk Bukač, Stanislav Neveselý                                                                  | František Černík                                                                                 | Ronda final                                                                                      |                                                                                                  |
| 1988 | 8                                                                                                | 4                                                                                                | 0                                                                                                | 0                                                                                                | 0                                                                                                | 4                                                                                                | 33                                                                                               | 28                                                                                               | Ján Starší, František Pospíšil                                                                   | Dušan Pašek                                                                                      | Ronda final                                                                                      | 6°                                                                                               |
| 1992 | 8                                                                                                | 6                                                                                                | 0                                                                                                | 0                                                                                                | 0                                                                                                | 2                                                                                                | 36                                                                                               | 21                                                                                               | Ivan Hlinka, Jaroslav Walter                                                                     | Tomáš Jelínek                                                                                    | Ronda final                                                                                      |                                                                                                  |
| 1994 | Desde 1993, Checoslovaquia se ha dividido y fue reemplazada por la República Checa y Eslovaquia. | Desde 1993, Checoslovaquia se ha dividido y fue reemplazada por la República Checa y Eslovaquia. | Desde 1993, Checoslovaquia se ha dividido y fue reemplazada por la República Checa y Eslovaquia. | Desde 1993, Checoslovaquia se ha dividido y fue reemplazada por la República Checa y Eslovaquia. | Desde 1993, Checoslovaquia se ha dividido y fue reemplazada por la República Checa y Eslovaquia. | Desde 1993, Checoslovaquia se ha dividido y fue reemplazada por la República Checa y Eslovaquia. | Desde 1993, Checoslovaquia se ha dividido y fue reemplazada por la República Checa y Eslovaquia. | Desde 1993, Checoslovaquia se ha dividido y fue reemplazada por la República Checa y Eslovaquia. | Desde 1993, Checoslovaquia se ha dividido y fue reemplazada por la República Checa y Eslovaquia. | Desde 1993, Checoslovaquia se ha dividido y fue reemplazada por la República Checa y Eslovaquia. | Desde 1993, Checoslovaquia se ha dividido y fue reemplazada por la República Checa y Eslovaquia. | Desde 1993, Checoslovaquia se ha dividido y fue reemplazada por la República Checa y Eslovaquia. |

### Copa de Canadá
| Año  | PJ | G | E | P | GF | GC | Entrenador                      | Capitán            | Resultado   | Pos.              |
| ---- | -- | - | - | - | -- | -- | ------------------------------- | ------------------ | ----------- | ----------------- |
| 1976 | 7  | 3 | 1 | 3 | 23 | 20 | Karel Gut, Ján Starší           | František Pospíšil | Final       | Medalla de plata  |
| 1981 | 6  | 2 | 2 | 2 | 22 | 17 | Luděk Bukač, Stanislav Neveselý | Milán Nový         | Semifinales | Medalla de bronce |
| 1984 | 5  | 0 | 1 | 4 | 10 | 21 | Luděk Bukač, Stanislav Neveselý | Vladimír Caldr     | Round-robin | 5°                |
| 1987 | 5  | 2 | 1 | 2 | 12 | 15 | Ján Starší, František Pospíšil  | Dušan Pašek        | Semifinales | 4°                |
| 1991 | 5  | 1 | 0 | 4 | 11 | 18 | Ivan Hlinka, Jaroslav Walter    | František Musil    | Round-robin | 6°                |

### Campeonato Europeo de Hockey sobre Hielo
| Año       | PJ                         | G                          | E                          | P                          | GF                         | GC                         | Entrenador                 | Capitán                    | Resultado                  | Pos.                       |
| --------- | -------------------------- | -------------------------- | -------------------------- | -------------------------- | -------------------------- | -------------------------- | -------------------------- | -------------------------- | -------------------------- | -------------------------- |
| 1910-1914 | No participó. Fue Bohemia. | No participó. Fue Bohemia. | No participó. Fue Bohemia. | No participó. Fue Bohemia. | No participó. Fue Bohemia. | No participó. Fue Bohemia. | No participó. Fue Bohemia. | No participó. Fue Bohemia. | No participó. Fue Bohemia. | No participó. Fue Bohemia. |
| 1921      | 1                          | 0                          | 0                          | 1                          | 4                          | 6                          | ?                          | ?                          | Final                      | Medalla de plata           |
| 1922      | 2                          | 2                          | 0                          | 0                          | 11                         | 3                          | ?                          | ?                          | Round-robin                | Medalla de oro             |
| 1923      | 4                          | 2                          | 0                          | 2                          | 16                         | 9                          | ?                          | ?                          | Round-robin                | Medalla de bronce          |
| 1924      | No participó.              | No participó.              | No participó.              | No participó.              | No participó.              | No participó.              | No participó.              | No participó.              | No participó.              | No participó.              |
| 1925      | 3                          | 3                          | 0                          | 0                          | 10                         | 0                          | ?                          | ?                          | Round-robin                | Medalla de oro             |
| 1926      | 7                          | 5                          | 0                          | 2                          | 18                         | 8                          | ?                          | ?                          | Ronda final                | Medalla de plata           |
| 1 927     | 5                          | 1                          | 1                          | 3                          | 7                          | 6                          | ?                          | ?                          | Round-robin                | 5°                         |
| 1929      | 4                          | 4                          | 0                          | 0                          | 8                          | 3                          | ?                          | ?                          | Final                      | Medalla de oro             |
| 1932      | 6                          | 1                          | 1                          | 4                          | 10                         | 10                         | ?                          | ?                          | Ronda final                | 5°                         |

### Campeonato Mundial de Hockey sobre Hielo
| Año    | PJ                                                                                          | G                                                                                           | AY                                                                                          | E                                                                                           | OL                                                                                          | P                                                                                           | GF                                                                                          | GC                                                                                          | Entrenador                                                                                  | Capitán                                                                                     | Resultado                                                                                   | Pos.                                                                                        |
| ------ | ------------------------------------------------------------------------------------------- | ------------------------------------------------------------------------------------------- | ------------------------------------------------------------------------------------------- | ------------------------------------------------------------------------------------------- | ------------------------------------------------------------------------------------------- | ------------------------------------------------------------------------------------------- | ------------------------------------------------------------------------------------------- | ------------------------------------------------------------------------------------------- | ------------------------------------------------------------------------------------------- | ------------------------------------------------------------------------------------------- | ------------------------------------------------------------------------------------------- | ------------------------------------------------------------------------------------------- |
| / 1930 | 1                                                                                           | 0                                                                                           | -                                                                                           | 0                                                                                           | -                                                                                           | 1                                                                                           | 1                                                                                           | 3                                                                                           | ?                                                                                           | ?                                                                                           | Cuartos de final                                                                            | 6°                                                                                          |
| 1931   | 7                                                                                           | 3                                                                                           | -                                                                                           | 1                                                                                           | -                                                                                           | 3                                                                                           | 10                                                                                          | 7                                                                                           | ?                                                                                           | ?                                                                                           | Cuartos de final                                                                            | 5°                                                                                          |
| 1933   | 8                                                                                           | 6                                                                                           | -                                                                                           | 0                                                                                           | -                                                                                           | 2                                                                                           | 17                                                                                          | 12                                                                                          | ?                                                                                           | Josef Maleček                                                                               | Juego del 3er lugar                                                                         | Medalla de bronce                                                                           |
| 1934   | 5                                                                                           | 2                                                                                           | -                                                                                           | 0                                                                                           | 1                                                                                           | 2                                                                                           | 6                                                                                           | 4                                                                                           | ?                                                                                           | ?                                                                                           | Tercera ronda                                                                               | 5°                                                                                          |
| 1935   | 9                                                                                           | 5                                                                                           | -                                                                                           | 0                                                                                           | -                                                                                           | 4                                                                                           | 38                                                                                          | 15                                                                                          | ?                                                                                           | ?                                                                                           | Ronda final                                                                                 | 4°                                                                                          |
| 1937   | 8                                                                                           | 4                                                                                           | -                                                                                           | 2                                                                                           | -                                                                                           | 2                                                                                           | 22                                                                                          | 9                                                                                           | ?                                                                                           | Josef Maleček                                                                               | Ronda de consolación                                                                        | 6°                                                                                          |
| 1938   | 7                                                                                           | 4                                                                                           | -                                                                                           | 1                                                                                           | -                                                                                           | 2                                                                                           | 9                                                                                           | 6                                                                                           | Mike Buckna                                                                                 | Josef Maleček                                                                               | Juego del 3er lugar                                                                         | Medalla de bronce                                                                           |
| 1939   | 10                                                                                          | 3                                                                                           | -                                                                                           | 2                                                                                           | -                                                                                           | 5                                                                                           | 37                                                                                          | 9                                                                                           | Mike Buckna                                                                                 | Josef Maleček                                                                               | Juego del 3er lugar                                                                         | 4°                                                                                          |
| 1947   | 7                                                                                           | 6                                                                                           | -                                                                                           | 0                                                                                           | -                                                                                           | 1                                                                                           | 85                                                                                          | 10                                                                                          | Mike Buckna                                                                                 | František Pácalt                                                                            | Round-robin                                                                                 | Medalla de oro                                                                              |
| 1949   | 7                                                                                           | 5                                                                                           | -                                                                                           | 0                                                                                           | -                                                                                           | 2                                                                                           | 42                                                                                          | 12                                                                                          | Antonín Vodička                                                                             | Vladimír Zábrodský                                                                          | Ronda final                                                                                 | Medalla de oro                                                                              |
| 1950   | No participó                                                                                | No participó                                                                                | No participó                                                                                | No participó                                                                                | No participó                                                                                | No participó                                                                                | No participó                                                                                | No participó                                                                                | No participó                                                                                | No participó                                                                                | No participó                                                                                | No participó                                                                                |
| 1951   | No participó                                                                                | No participó                                                                                | No participó                                                                                | No participó                                                                                | No participó                                                                                | No participó                                                                                | No participó                                                                                | No participó                                                                                | No participó                                                                                | No participó                                                                                | No participó                                                                                | No participó                                                                                |
| 1953   | (4)                                                                                         | (3)                                                                                         | -                                                                                           | (0)                                                                                         | -                                                                                           | (1)                                                                                         | (32)                                                                                        | (15)                                                                                        | Eduard Farda                                                                                | Karel Gut                                                                                   | No terminó/Descalificado                                                                    | No terminó/Descalificado                                                                    |
| 1954   | 7                                                                                           | 4                                                                                           | -                                                                                           | 0                                                                                           | -                                                                                           | 3                                                                                           | 41                                                                                          | 21                                                                                          | Vladimír Bouzek, Jiří Anton                                                                 | Karel Gut                                                                                   | Round-robin                                                                                 | 4°                                                                                          |
| 1955   | 8                                                                                           | 5                                                                                           | -                                                                                           | 1                                                                                           | -                                                                                           | 2                                                                                           | 63                                                                                          | 22                                                                                          | Vladimír Bouzek, Jiří Anton                                                                 | Karel Gut                                                                                   | Round-robin                                                                                 | Medalla de bronce                                                                           |
| 1957   | 7                                                                                           | 5                                                                                           | -                                                                                           | 1                                                                                           | -                                                                                           | 1                                                                                           | 66                                                                                          | 9                                                                                           | Vladimír Bouzek, Bohumil Rejda                                                              | Karel Gut                                                                                   | Round-robin                                                                                 | Medalla de bronce                                                                           |
| 1958   | 7                                                                                           | 3                                                                                           | -                                                                                           | 2                                                                                           | -                                                                                           | 2                                                                                           | 21                                                                                          | 21                                                                                          | Bohumil Rejda                                                                               | Karel Gut                                                                                   | Round-robin                                                                                 | 4°                                                                                          |
| 1959   | 8                                                                                           | 5                                                                                           | -                                                                                           | 0                                                                                           | -                                                                                           | 3                                                                                           | 46                                                                                          | 22                                                                                          | Vlastimil Sýkora                                                                            | Karel Gut                                                                                   | Ronda final                                                                                 | Medalla de bronce                                                                           |
| 1961   | 7                                                                                           | 6                                                                                           | -                                                                                           | 1                                                                                           | -                                                                                           | 0                                                                                           | 33                                                                                          | 9                                                                                           | Zdeněk Andršt, Vladimír Kostka                                                              | Vlastimil Bubník                                                                            | Ronda final                                                                                 | Medalla de plata                                                                            |
| 1962   | No participó                                                                                | No participó                                                                                | No participó                                                                                | No participó                                                                                | No participó                                                                                | No participó                                                                                | No participó                                                                                | No participó                                                                                | No participó                                                                                | No participó                                                                                | No participó                                                                                | No participó                                                                                |
| 1963   | 7                                                                                           | 5                                                                                           | -                                                                                           | 1                                                                                           | -                                                                                           | 1                                                                                           | 41                                                                                          | dieciséis                                                                                   | Jiří Anton                                                                                  | Vlastimil Bubník                                                                            | Ronda final                                                                                 | Medalla de bronce                                                                           |
| 1965   | 7                                                                                           | 6                                                                                           | -                                                                                           | 0                                                                                           | -                                                                                           | 1                                                                                           | 43                                                                                          | 10                                                                                          | Vladimír Bouzek, Vladimír Kostka                                                            | František Tikal                                                                             | Ronda final                                                                                 | Medalla de plata                                                                            |
| 1966   | 7                                                                                           | 6                                                                                           | -                                                                                           | 0                                                                                           | -                                                                                           | 1                                                                                           | 32                                                                                          | 15                                                                                          | Vladimír Bouzek, Vladimír Kostka                                                            | František Tikal                                                                             | Ronda final                                                                                 | Medalla de plata                                                                            |
| 1967   | 7                                                                                           | 3                                                                                           | -                                                                                           | 2                                                                                           | -                                                                                           | 2                                                                                           | 29                                                                                          | 18                                                                                          | Vladimír Bouzek, Jaroslav Pitner                                                            | František Tikal                                                                             | Ronda final                                                                                 | 4°                                                                                          |
| 1969   | 10                                                                                          | 8                                                                                           | -                                                                                           | 0                                                                                           | -                                                                                           | 2                                                                                           | 40                                                                                          | 20                                                                                          | Jaroslav Pitner, Vladimír Kostka                                                            | Jozef Golonka                                                                               | Ronda final                                                                                 | Medalla de bronce                                                                           |
| 1970   | 10                                                                                          | 5                                                                                           | -                                                                                           | 1                                                                                           | -                                                                                           | 4                                                                                           | 47                                                                                          | 30                                                                                          | Jaroslav Pitner, Vladimír Kostka                                                            | Josef Černý                                                                                 | Ronda final                                                                                 | Medalla de bronce                                                                           |
| 1971   | 10                                                                                          | 7                                                                                           | -                                                                                           | 1                                                                                           | -                                                                                           | 2                                                                                           | 44                                                                                          | 20                                                                                          | Jaroslav Pitner, Vladimír Kostka                                                            | Josef Černý                                                                                 | Ronda final                                                                                 | Medalla de plata                                                                            |
| 1972   | 10                                                                                          | 9                                                                                           | -                                                                                           | 0                                                                                           | -                                                                                           | 1                                                                                           | 72                                                                                          | dieciséis                                                                                   | Jaroslav Pitner, Vladimír Kostka                                                            | František Pospíšil                                                                          | Ronda final                                                                                 | Medalla de oro                                                                              |
| 1973   | 10                                                                                          | 6                                                                                           | -                                                                                           | 1                                                                                           | -                                                                                           | 3                                                                                           | 48                                                                                          | 20                                                                                          | Jaroslav Pitner, Vladimír Kostka                                                            | František Pospíšil                                                                          | Ronda final                                                                                 | Medalla de bronce                                                                           |
| 1974   | 10                                                                                          | 7                                                                                           | -                                                                                           | 0                                                                                           | -                                                                                           | 3                                                                                           | 57                                                                                          | 20                                                                                          | Karel Gut, Ján Starší                                                                       | František Pospíšil                                                                          | Ronda final                                                                                 | Medalla de plata                                                                            |
| 1975   | 10                                                                                          | 8                                                                                           | -                                                                                           | 0                                                                                           | -                                                                                           | 2                                                                                           | 55                                                                                          | 19                                                                                          | Karel Gut, Ján Starší                                                                       | František Pospíšil                                                                          | Ronda final                                                                                 | Medalla de plata                                                                            |
| 1976   | 10                                                                                          | 9                                                                                           | -                                                                                           | 1                                                                                           | -                                                                                           | 0                                                                                           | 67                                                                                          | 14                                                                                          | Karel Gut, Ján Starší                                                                       | František Pospíšil                                                                          | Ronda final                                                                                 | Medalla de oro                                                                              |
| 1977   | 10                                                                                          | 7                                                                                           | -                                                                                           | 1                                                                                           | -                                                                                           | 2                                                                                           | 54                                                                                          | 32                                                                                          | Karel Gut, Ján Starší                                                                       | František Pospíšil                                                                          | Ronda final                                                                                 | Medalla de oro                                                                              |
| 1978   | 10                                                                                          | 9                                                                                           | -                                                                                           | 0                                                                                           | -                                                                                           | 1                                                                                           | 54                                                                                          | 21                                                                                          | Karel Gut, Ján Starší                                                                       | Ivan Hlinka                                                                                 | Ronda final                                                                                 | Medalla de plata                                                                            |
| 1979   | 6                                                                                           | 3                                                                                           | -                                                                                           | 1                                                                                           | -                                                                                           | 2                                                                                           | 25                                                                                          | 30                                                                                          | Karel Gut, Ján Starší                                                                       | Ivan Hlinka                                                                                 | Ronda final                                                                                 | Medalla de plata                                                                            |
| 1981   | 6                                                                                           | 2                                                                                           | -                                                                                           | 2                                                                                           | -                                                                                           | 2                                                                                           | 20                                                                                          | 22                                                                                          | Luděk Bukač, Stanislav Neveselý                                                             | Milán Nový                                                                                  | Ronda final                                                                                 | Medalla de bronce                                                                           |
| 1982   | 10                                                                                          | 5                                                                                           | -                                                                                           | 2                                                                                           | -                                                                                           | 3                                                                                           | 38                                                                                          | 20                                                                                          | Luděk Bukač, Stanislav Neveselý                                                             | Milán Nový                                                                                  | Ronda final                                                                                 | Medalla de plata                                                                            |
| 1983   | 10                                                                                          | 6                                                                                           | -                                                                                           | 2                                                                                           | -                                                                                           | 2                                                                                           | 40                                                                                          | 21                                                                                          | Luděk Bukač, Stanislav Neveselý                                                             | František Černík                                                                            | Ronda final                                                                                 | Medalla de plata                                                                            |
| 1985   | 10                                                                                          | 7                                                                                           | -                                                                                           | 1                                                                                           | -                                                                                           | 2                                                                                           | 48                                                                                          | 22                                                                                          | Luděk Bukač, Stanislav Neveselý                                                             | Dárius Rusnák                                                                               | Ronda final                                                                                 | Medalla de oro                                                                              |
| 1986   | 10                                                                                          | 5                                                                                           | -                                                                                           | 1                                                                                           | -                                                                                           | 4                                                                                           | 38                                                                                          | 21                                                                                          | Ján Starší, František Pospíšil                                                              | Dárius Rusnák                                                                               | Ronda de consolación                                                                        | 5°                                                                                          |
| 1987   | 10                                                                                          | 6                                                                                           | -                                                                                           | 2                                                                                           | -                                                                                           | 2                                                                                           | 32                                                                                          | 22                                                                                          | Ján Starší, František Pospíšil                                                              | Dušan Pašek                                                                                 | Ronda final                                                                                 | Medalla de bronce                                                                           |
| 1989   | 10                                                                                          | 4                                                                                           | -                                                                                           | 2                                                                                           | -                                                                                           | 4                                                                                           | 38                                                                                          | 21                                                                                          | Pavel Wohl, Stanislav Neveselý                                                              | Vladimír Růžička                                                                            | Ronda final                                                                                 | Medalla de bronce                                                                           |
| 1990   | 10                                                                                          | 5                                                                                           | -                                                                                           | 1                                                                                           | -                                                                                           | 4                                                                                           | 40                                                                                          | 30                                                                                          | Pavel Wohl, Stanislav Neveselý                                                              | Jiří Doležal                                                                                | Ronda final                                                                                 | Medalla de bronce                                                                           |
| 1991   | 10                                                                                          | 4                                                                                           | -                                                                                           | 0                                                                                           | -                                                                                           | 6                                                                                           | 28                                                                                          | 27                                                                                          | Stanislav Neveselý, Josef Horešovský                                                        | Bedřich Ščerban                                                                             | Ronda de consolación                                                                        | 6°                                                                                          |
| 1992   | 8                                                                                           | 6                                                                                           | -                                                                                           | 0                                                                                           | 1                                                                                           | 1                                                                                           | 33                                                                                          | 12                                                                                          | Ivan Hlinka, Jaroslav Walter                                                                | Tomáš Jelínek                                                                               | Juego del 3er lugar                                                                         | Medalla de bronce                                                                           |
| 1993   | Desde 1993, Checoslovaquia se dividió y fue reemplazada por la República Checa y Eslovaquia | Desde 1993, Checoslovaquia se dividió y fue reemplazada por la República Checa y Eslovaquia | Desde 1993, Checoslovaquia se dividió y fue reemplazada por la República Checa y Eslovaquia | Desde 1993, Checoslovaquia se dividió y fue reemplazada por la República Checa y Eslovaquia | Desde 1993, Checoslovaquia se dividió y fue reemplazada por la República Checa y Eslovaquia | Desde 1993, Checoslovaquia se dividió y fue reemplazada por la República Checa y Eslovaquia | Desde 1993, Checoslovaquia se dividió y fue reemplazada por la República Checa y Eslovaquia | Desde 1993, Checoslovaquia se dividió y fue reemplazada por la República Checa y Eslovaquia | Desde 1993, Checoslovaquia se dividió y fue reemplazada por la República Checa y Eslovaquia | Desde 1993, Checoslovaquia se dividió y fue reemplazada por la República Checa y Eslovaquia | Desde 1993, Checoslovaquia se dividió y fue reemplazada por la República Checa y Eslovaquia | Desde 1993, Checoslovaquia se dividió y fue reemplazada por la República Checa y Eslovaquia |